# Carnival Legend
Carnival Legend é um navio de cruzeiro , da "Classe Spirit", de propriedade da "Carnival Corporation & PLC", operado pela "Carnival Cruise Lines".
O "Legend" foi o quarto navio de cruzeiro em uma série de novos navios tipo "Panamax"   encomendados pela "Carnival Corporation" para a sua operadora norte-americana '"Carnival Cruise Lines" e a italiana "Costa Crociere". O primeiro navio da série, foi o "Costa Atlantica", entregue em junho de 2000, o "Carnival Spirit" e o "Carnival Pride" foram entregues em 2001. Os transatlânticos "Costa Mediterranea" e "Carnival Miracle" completam a Classe.
IMO: 9224726

## Facilidades e acomodações
O navio conta com 3 restaurantes, com capacidade para 1.250 pessoas. O "Legend" adota um sistema de horários flexível para as refeições, abandonado o sistema de turnos. O "Billie's piano bar", "Medusa's Lair Disco", "Atlantis Lounge" e o "Golden Fleece Supper Club" são parte da dezenas de bares e locais de divertimento do navio, que conta também com o "Merlin Casino". 
A atração noturna fica por conta do "Karaoke Spots", "Sports Bars", "Jazz Clubs", "Dance Clubs" e "Wine Bars"". 
As cabines são distribuidas de forma que oitenta porcento são externas, e a grande maioria possui varanda individual. 
A academia "The Fountain of Youth Spa" com sauna e equipamentos, as quatro piscinas, a pista de corrida são parte das atividades de lazer.
O navio opera na região do Caribe. 

## Motorização
O navio possui duas hélices movidas por 2 sistemas diesel-elétrico com potência de 62.370 kW cada.